# PHCホールディングス
PHCホールディングス株式会社（英: PHC Holdings Corporation）は、グローバルに展開するヘルスケア企業である。略称はPHCHD。医療機器、ヘルスケアIT、ライフサイエンスの3事業で、開発、製造、販売、サービスを行っている。

## 概要
日本の大手医療機器メーカーの一つである。世界的に市場は小さいが、血糖値センサーや電子カルテなどに強い。特に超低温冷凍庫はサーモフィッシャーサイエンティフィックに次ぎ世界2位、国内1位の市場占有率である。超低温冷凍庫は2020年以降のコロナ禍で医療機関のワクチン保管に用いられた。
四国に拠点を置く元・パナソニックグループの旧・松下寿電子工業（現・PHC本店、愛媛県東温市）が源流である。パナソニックが2011年に買収・解体した三洋電機グループのうち、旧・東京三洋電機に所在した業務用冷蔵庫部門（現・PHC群馬工場、群馬県邑楽郡大泉町）を承継する。松下寿はパナソニックグループ傘下当時から独立性が強く、2014年にパナソニックグループを離れて以後は巨額の買収を繰り返して事業を拡大している。
PHCホールディングス株式会社の完全子会社であるPHC株式会社（英: PHC Corporation）は、2005年3月31日まで松下寿電子工業株式会社（まつしたことぶきでんしこうぎょう、英: Matsushita-Kotobuki Electronics Co., Ltd.）、2005年4月からパナソニック四国エレクトロニクス株式会社（パナソニックしこくエレクトロニクス、英: Panasonic Shikoku Electronics Co., Ltd.）、2010年10月からパナソニック ヘルスケア株式会社（英: Panasonic Healthcare Co., Ltd.）、であった。
2014年3月31日にパナソニック ヘルスケアホールディングス株式会社（英: Panasonic Healthcare Holdings Co., Ltd.）が設立された。2018年4月に、パナソニック ヘルスケア株式会社及びパナソニック ヘルスケアホールディングス株式会社は、それぞれPHC株式会社、PHCホールディングス株式会社へと商号変更した。
2021年10月14日に東京証券取引所市場第一部に上場し、2022年4月4日に東京証券取引所プライム市場へ移行した。

## 歴史

### 松下寿電子工業
松下幸之助に育てられ、稲井隆義が四国で創業した会社(寿電工(株)、寿電機(株)、寿録音機(株)を経営統合)である。グループ内で、稲井の発言力と独自指向が強く、1975年に家庭用ビデオ規格VX方式の立ち上げを企画した。
PC/AT互換機が国内で広く一般に認知された1990年代は、ソニーやミツミ電機とともに外部記憶装置メーカーとして市場を寡占した。Creative Labs.のSound Blasterは同社のCD-ROMドライブインターフェースを搭載し、Quantum社向けのHDDも生産した。CD-RW/DVD-RW/DVD+RW/DVD-RAM全てが使用可能なスーパーマルチドライブの中で、同社製品だけがカートリッジタイプのDVD-RAMに対応した。
2005年4月1日にパナソニック四国エレクトロニクス株式会社へ商号を変更した。2007年にパナソニック コミュニケーションズ（現・パナソニック コネクト）へPC用光ドライブ事業を譲渡し、松下電器の社内分社であるヘルスケア社の事業を譲受した。かねてから自己血糖測定器用センサーは業界標準とされる高いシェアを獲得し、持田シーメンスメディカルシステムからも製品の製造を受託するなど、医療機器を主力製品とした。

### パナソニック ヘルスケア
2010年10月1日にパナソニック ヘルスケア株式会社へ社名を変更した。本社松山地区（愛媛県東温市）に工場を増設し、2011年4月から同所で主力商品の自己血糖測定器用センサーの製造を開始した。
2014年1月1日に超音波診断装置事業をコニカミノルタへ譲渡した。
2014年3月31日にパナソニックは、パナソニック ヘルスケアの全株式を投資ファンドコールバーグ・クラビス・ロバーツ（以下、KKR）が設立した持株会社パナソニックヘルスケアホールディングス（以下、PHCHD）へ約1,650億円で売却した。パナソニックはPHCHDが実施する第三者割当増資を引き受けて20%の株式を保有した。同時に補聴器事業をパナソニック システムネットワークス（現・パナソニック システムソリューションズ ジャパン）へ譲渡した。

### PHCホールディングス
2018年4月1日にパナソニック ヘルスケアホールディングス株式会社は、会社名をPHCホールディングス株式会社、コーポレートブランドを「PHC（ピー・エイチ・シー）」、それぞれへ変更してブランドタグラインを「Healthcare with Precision」と制定した。同時に子会社も名称を変更した。
2020年にCOVID-19が流行し、当時のPHCは超低温冷蔵庫で世界2位で、製薬業界などからの需要で群馬工場は2交代制の盛況となる。ワクチンの普及が始まった2021年以後は、ワクチン保管用の特殊な超低温冷凍庫を製造する世界で数少ないメーカーとして、群馬工場は3交代制のフル稼働となった。この状況で上場が承認された。

### 上場企業
2021年10月14日に東京証券取引所市場第一部へ上場した。公募株数 6,611,700株、国内2,975,200株 海外3,636,500株。公募価格の3250円をやや下回り、初値は3,120円、初値天井で終値は2651円だが時価総額は3260億円となる同年最大の巨大IPOとなった。
典型的なファンドの出口案件で、KKR傘下となったのちに巨額の事業買収を繰り返し、有利子負債比率やのれんなどにより財務内容も悪化し、その後も株価は下落した。本上場について市場関係者が2021年のIPOで「ワースト・ディール・オブ・ザ・イヤー」と指摘する報道もある。
コロナ特需もあり本業は好調で営業利益・当期純利益は黒字だが、国際会計基準による連結最終損益は、2022年3月期は病理事業で約180億円ののれん代を計上するなどして84億6000万円の赤字、2023年3月期は病理事業で約87億円ののれん代を計上するなどして33億円の赤字、など巨額ののれん代を負いつつ他社を買収するなど戦略的に事業を拡大している。
2023年3月に富士フイルムから電子カルテ事業を100億円で買収した。

## 営業拠点
- 本社 - 東京都千代田区有楽町一丁目13番2号 第一生命日比谷ファースト15階
- 首都圏地区 - 東京都港区西新橋三丁目7番1号
- 大阪地区 - 大阪市北区天満橋一丁目8番30号 OAPタワー16階

## 製造・開発拠点
- 本店・松山地区（旧・寿録音機、後の松下寿電子松山工場） - 愛媛県東温市南方2131-1。1968年操業。
- 脇町地区（旧・寿電機脇町工場） - 徳島県美馬市脇町大字猪尻字西上野110。1969年操業。
- 群馬地区（旧・三洋電機東京製作所の一部） - 群馬県邑楽郡大泉町坂田1丁目1-1。

### かつて存在した拠点
- 西条工場（旧寿電機） - 愛媛県西条市福武字持田甲247（主力工場。閉鎖時の生産品目：超音波診断装置、医療用モニター等）
1965年操業。2016年3月31日閉鎖。跡地はレクザムに譲渡[15]。
- 大洲工場 - 愛媛県大洲市東大洲1220-1（閉鎖時の生産品目：電源ユニット等、流体軸受モーター）
1973年操業。2010年3月31日閉鎖、西条工場・松山工場にそれぞれ集約。
- 一本松工場 - 愛媛県南宇和郡愛南町広見2500-1（閉鎖時の生産品目：ハードディスクドライブ）
1985年操業。2005年3月31日閉鎖。2008年に隆祥産業（現・レクザム）が買収、同社愛南工場となった。
- 坂出工場（旧寿電工） - 香川県綾歌郡宇多津町2419（閉鎖時の生産品目：玄関テレビドアホン、カメラシステム、電気コタツ等）
1967年操業。2002年3月31日閉鎖、西条工場に集約。跡地はマルナカスーパーセンター宇多津店となる。
- 須崎工場 - 高知県須崎市妙見町378（閉鎖時の生産品目：ハードディスクドライブ半製品）
1972年9月操業。2002年3月31日閉鎖、一本松工場に集約。
- 香川松下寿電子工業 - 香川県三豊郡豊中町（現・三豊市）本山甲22（閉鎖時の生産品目：プラスチック成型品、リサイクル木質素材MK-MWood、金型等）
2002年3月31日閉鎖、大洲工場に集約。跡地は当初三豊市庁舎の建設が予定されていた（残存建物には合併協議会の事務局があった）が撤回され、その後ゆめタウン三豊が建設された。
- シンガポール松下寿電子工業（Matsushita Kotobuki Electronics Industries Singapore Pte. Ltd.）（閉鎖時の生産品目：ハードディスクドライブ）
2002年8月閉鎖

## 沿革
- 1948年（昭和23年）11月 - 稲井隆義により前身となる企業（大新鉱業株式会社）が設立される。
- 1960年（昭和35年）12月 - 寿電工株式会社（坂出工場の前身、赤外線式電気コタツを生産）を設立。
- 1964年（昭和39年）6月 - 寿電機株式会社（西条工場の前身、輸出用カラーテレビを生産）を設立。
- 1967年（昭和42年）10月 - 寿電機株式会社テープレコーダー事業部が分離し、寿録音機株式会社（松山工場の前身、輸出用テープレコーダーを生産）を設立。
- 1969年（昭和44年）11月 - 大新鉱業株式会社が商号を松下寿電子株式会社に変更した上で、寿電工、寿電機、寿録音機の3社と対等合併して松下寿電子工業株式会社を設立。
- 1975年（昭和50年）9月 - 松下寿電子工業がビデオ事業を開始（VX方式）。
- 2002年（平成14年）
  - 7月 - 本社を香川県高松市から愛媛県温泉郡川内町（現・東温市）の松山工場内（現在の本店・松山地区）に移転。創業地の香川県から完全撤退。
  - 8月 - シンガポールで行なっていたデスクトップPC向けのHDD製造から撤退[16]。
  - 10月 - 株式交換により松下電器産業（現・パナソニックホールディングス）の完全子会社となる。
- 2003年（平成15年）1月1日 - 松下電器産業内に社内分社「ヘルスケア社」を設立[17][18]。
- 2005年（平成17年）4月1日 - パナソニック四国エレクトロニクス株式会社に商号変更。
- 2007年（平成19年）4月1日 - 「ヘルスケア社」をパナソニック四国エレクトロニクスに統合。同時に当社のPC用光ドライブ事業をパナソニック コミュニケーションズへ譲渡[4]。
- 2009年（平成21年）6月 - ファンコム株式会社の事業を移管。
- 2010年（平成22年）10月1日 - パナソニック ヘルスケア株式会社に商号変更。
- 2011年（平成23年）3月 - 血糖値測定センサーの工場を本社・松山地区に新設。
- 2012年（平成24年）4月 - 三洋電機株式会社のヘルスケア事業部門を統合。
- 2013年（平成25年）
  - 8月13日 - 投資ファンドKKR PHC Investment L.P.（以下、KKR）がオリオンインベストメント株式会社（現当社）を設立。
  - 9月 - オリオンインベストメント株式会社からPHCホールディングス株式会社に社名変更。
  - 10月4日 - 主力工場の西条工場（900人規模）を2016年3月末までに閉鎖することを発表[7]。
- 2014年（平成26年）
  - 1月1日 - 超音波診断装置事業をコニカミノルタに譲渡[7]。
  - 3月31日
    - 補聴器事業をパナソニック システムネットワークスへグループ内移管[19]。
    - パナソニックヘルスケアホールディングス株式会社（PHCホールディングス株式会社から改称。以下、PHCHD）が、パナソニック ヘルスケア株式会社の全株式を取得して完全子会社化[8][20]。
- 2015年（平成26年）9月1日 - 代表取締役社長に小谷秀仁が就任[21]。
- 2016年（平成28年）
  - 1月5日 - Bayer AGの糖尿病ケア事業を譲受、Ascensia Diabetes Care（アセンシア ダイアベティスケア）を設立[22]。
  - 6月16日 - 手術・内視鏡用モニター事業をEIZOへ譲渡[23]。
  - 7月15日 - 西条拠点をレクザムへ譲渡[15]。
  - 7月19日 - 歯科材料事業を山本貴金属地金（現・YAMAKIN）へ譲渡[24]。
  - 11月 - 三井物産がKKRからPHCHD株式の22%を541億円で取得する株式譲渡契約を締結。株主構成がKKR 約58%・三井物産 約22%・パナソニック 約20%に変化[25]。
- 2018年（平成30年）4月1日 - パナソニックヘルスケアホールディングス株式会社がPHCホールディングス株式会社に、パナソニック ヘルスケア株式会社がPHC株式会社にそれぞれ商号変更[26]。
- 2019年（平成31年/令和元年）
  - 4月1日 - Michael Klossが代表取締役社長兼CEOに就任[27]。
  - 6月29日 - サーモフィッシャーサイエンティフィックの病理事業を約1,227億円で買収、Eprediaブランドとして事業を開始[28][29]
  - 8月1日 - 三菱ケミカルホールディングス傘下の生命科学インスティテュートとの戦略的資本提携合意に基づく株式交換により、LSIメディエンスを子会社化[30]。
- 2020年（令和2年）
  - 7月7日 - SciMed (Asia) Pte Ltdの株式追加取得[31]。
  - 8月10日 - Senseonics Holdings, Inc.との戦略的な業務提携[32]。
  - 9月30日 - ライフサイエンス分野の研究における高度データ解析システムの開発・提供、データ解析受託およびコンサルティングなどの事業を提供するアメリエフの株式の50.9％を取得、連結子会社化[33]。
  - 12月1日 - 代表取締役社長兼CEOにJohn Marottaが就任[34]。
- 2021年（令和3年）
  - 3月31日 - 米プライベートエクイティ投資会社L キャタルトン（英語版）が200億円を投資してPHCHDの株主に加わる[35]。
  - 6月23日 - 2021年度 - 2024年度の中期経営計画「Value Creation Plan」を発表[36]。
  - 10月14日 - 東京証券取引所市場第一部に上場[37]。
- 2022年（令和4年）
  - 4月4日 - 東京証券取引所の市場区分の見直しにより市場第一部からプライム市場へ移行。
  - 4月28日 - 代表取締役社長CEOに宮﨑正次が就任[38]。代表取締役の異動発表前の4月4日、22日に独立社外取締役2名が辞任[39][40]。
  - 5月25日 - PHCHDおよびPHC本社部門を対象とした希望退職の実施を発表[41]。
  - 12月12日 - PHC株式会社メディコム事業部とPHCメディコム株式会社を統合するため、株式会社メディコム事業統合準備会社を設立[42]。
- 2023年（令和5年）
  - 1月11日 - 株式会社メディコム事業統合準備会社がウィーメックス株式会社に改称[42]。
  - 4月1日 - LSIメディエンスの健康診断サポート事業をウィーメックスに統合[43]。
  - 6月15日 - SciMed (Asia) Pte. Ltd.の株式を追加取得して完全子会社化[44]。
  - 11月1日 - LSIメディエンスの治験事業をLSIM安全科学研究所が承継し、メディフォード株式会社に商号変更[45]。
- 2024年（令和6年）
  - 4月1日 - PHCHD及びPHC株式会社の本社機能を、東京都千代田区有楽町一丁目13番2号 第一生命日比谷ファースト15階へ移転[46]。

## おもな製品・サービス
三洋電機より移転した事業を含め、以下の三領域で構成される。
- 糖尿病マネジメントドメイン
  - 血糖自己測定システム（測定器及びセンサ）、臨床現場即時検査製品等の体外診断機器、電気式医薬品注入器（インジェクタ）の開発、製造及び販売
    - 小型血糖値測定器とセンサ
患者用の小型機とセンサを最初に開発した
- ヘルスケアソリューションドメイン
  - メディコム事業部（医科医事システム・電子カルテシステム・電子薬歴システム等医療IT製品の開発販売）、LSIM事業部（臨床検査事業、日本で唯一の世界アンチ・ドーピング機構公認のドーピング検査の提供）
    - 診療所ソリューション・病院ソリューション（電子カルテ・医事コンピュータなど）
    - 保険薬局ソリューション（電子薬歴システムなど）
    - 健康管理ソリューション
    - 臨床検査事業
- 診断・ライフサイエンスドメイン
  - 保存機器や培養機器等の研究・医療支援機器、病理診断機器等の開発製造販売
    - 保存機器（超低温フリーザなど）
    - 培養機器（CO2インキュベータなど）
    - 実験環境機器
    - 乾熱・乾燥機器
    - 再生医療機器
    - 薬局関連機器（自動錠剤包装機など）
    - デリカート（適温配膳車）

### 過去の製品
- 電気コタツ、スポット暖房用赤外線ヒーター、ハロゲンランプヒーターなど暖房機器
- トイレ消臭器
- テレビ（輸出用主体。松下電器テレビ事業部の宇都宮工場と分担で生産）
- テレビデオ
- ビデオムービー（輸出用。国内用も生産した時期がある）
- ビデオデッキ（輸出用。1975年に独自規格のVX方式も発売していた）
- DVDプレーヤー（輸出用のみ）
- DVDレコーダー（輸出用のみ）
- ハードディスクドライブ（米国Quantum社製品を生産）
- PC用光ドライブ（2007年にパナソニック コミュニケーションズに譲渡）
- フロッピーディスクドライブ/スーパーディスクドライブ
- デジタルスチルカメラ
- 無収縮セラミック多層基板/LTCC
- 無停電電源装置
- テレビドアホン
  - これに関してはパナソニック システムネットワークス（旧松下通信工業→パナソニック コミュニケーションズ、VL品番）とグループ内で競合していた（HA品番）が、2006年にカタログから消えた（VL品番と同じカタログに載っていたが部材の互換性はない）。
- 超音波診断装置
- 歯科材料（ジルコニア）
- 注射薬払出ロボットシステム
- 人工歯一次加工システム
- 手術・内視鏡用モニター
- 補聴器
- 携帯型拡大読書器
- 携帯用会話補助装置/意思伝達装置